# Monumento a los trabajadores del astillero caídos en 1970

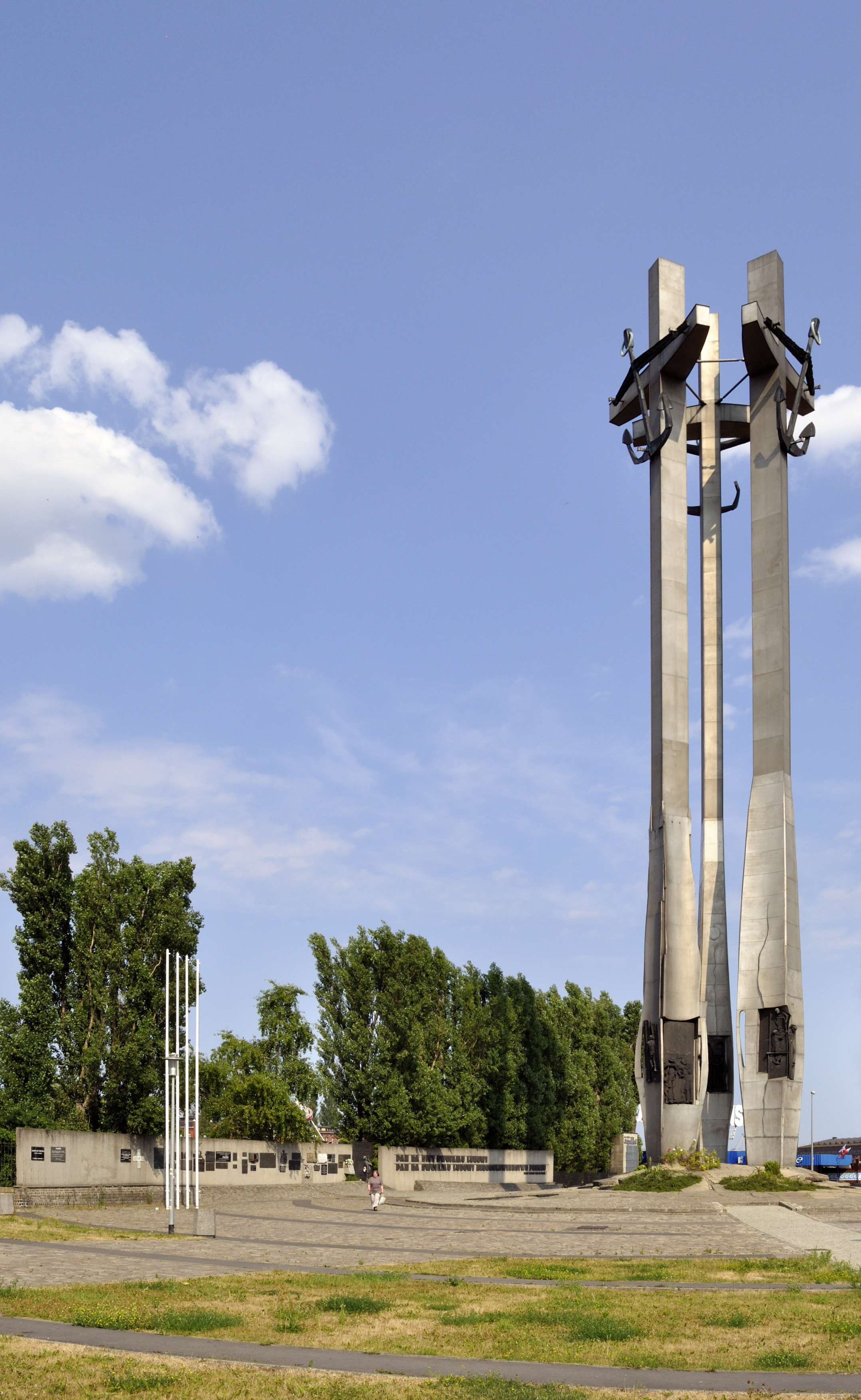
Pomnik Poległych Stoczniowców 1970.

El Monumento a los trabajadores de astilleros caídos en 1970 (polaco: Pomnik Poległych Stoczniowców 1970) es un monumento en la forma de tres cruces con anclas (por eso en Polonia es llamado a menudo el monumento de tres cruces o simplemente Tres Cruces). Cada cruz pesa 42 toneladas y cada ancla - dos. El monumento es adornado con un fragmento del poema Który skrzywdziłeś de Czesław Miłosz y su pedestal - con relieves de Robert Pelpliński i Elżbieta Szczodrowska. 
El monumento, diseñado por Bogdan Pietruszka, Wiesław Szyślak, Wojciech Mokwiński i Jacek Krenz, fue construido como una parte de promesas del gobierno polaco (después de las huelgas del sindicato Solidaridad en agosto de 1980) en recuerdo de los trabajadores de astilleros asesinados en diciembre de 1970.
Fue inaugurado el 16 de diciembre de 1980. 

## Galería

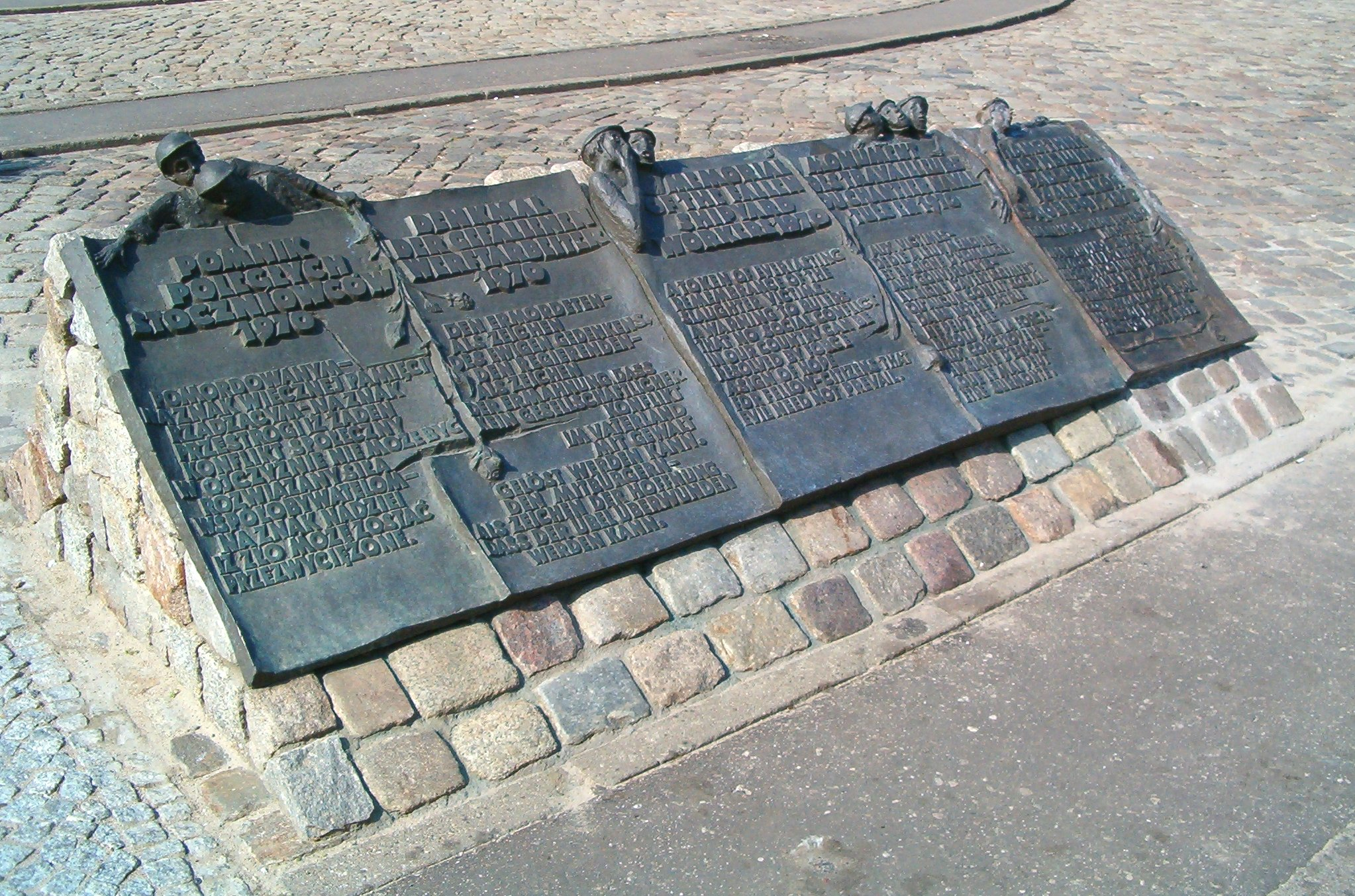
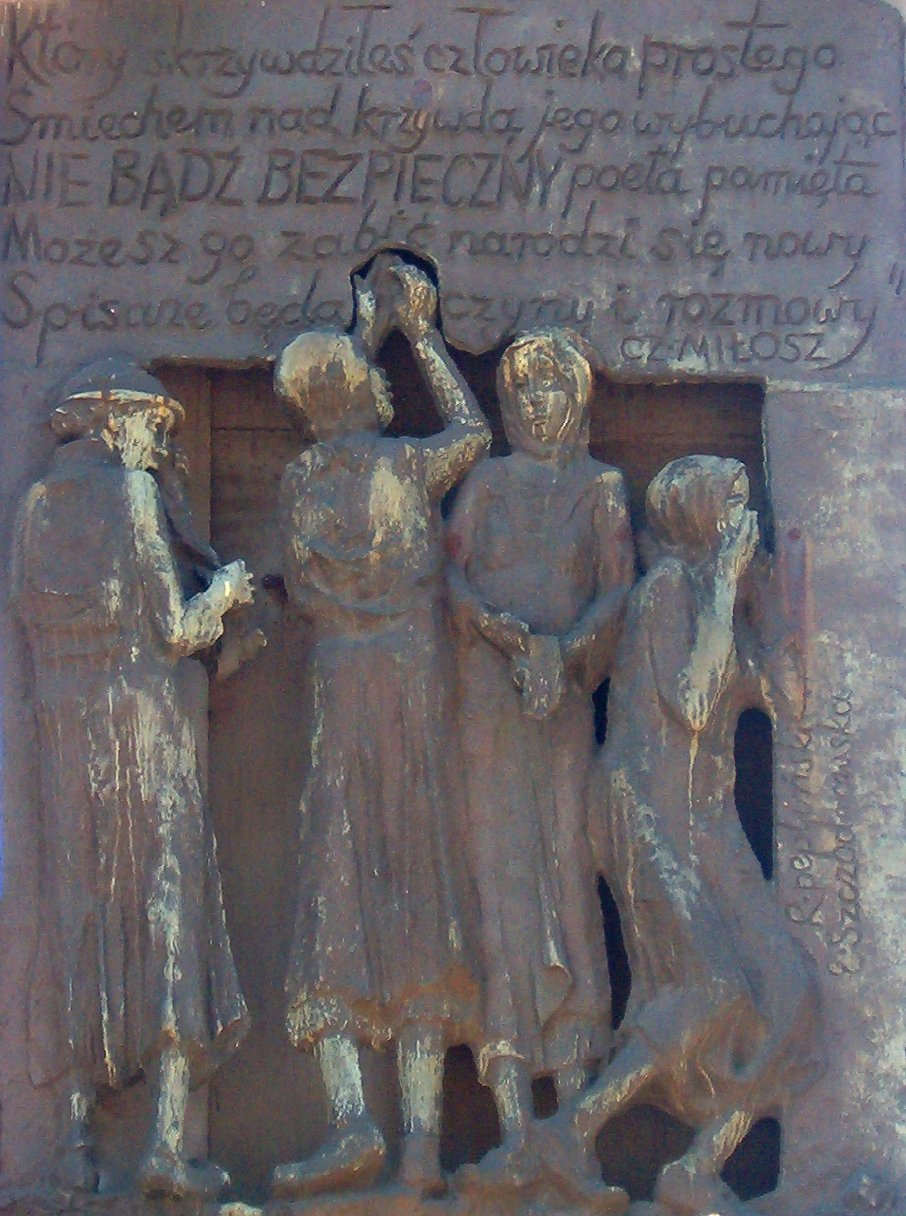
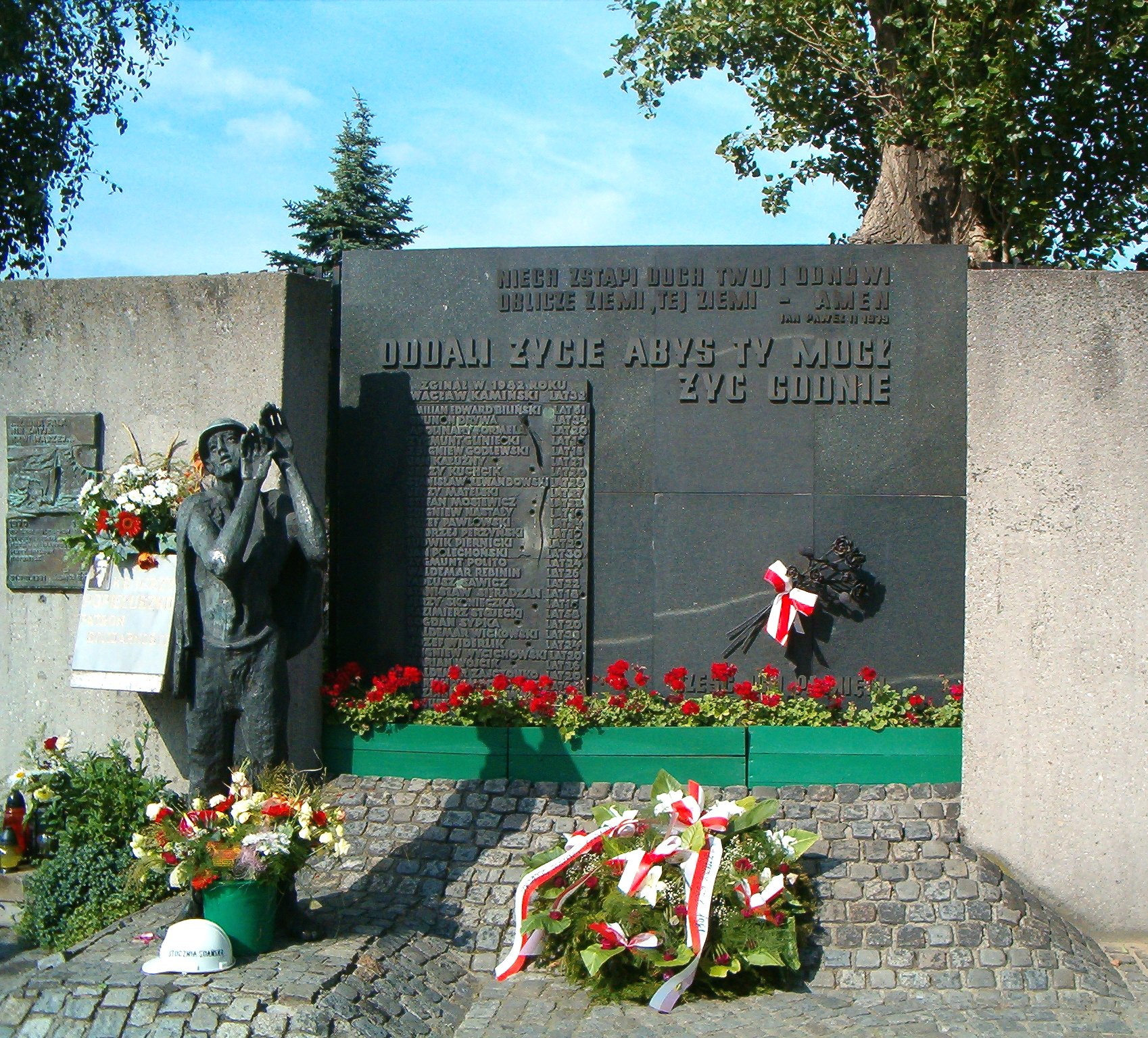
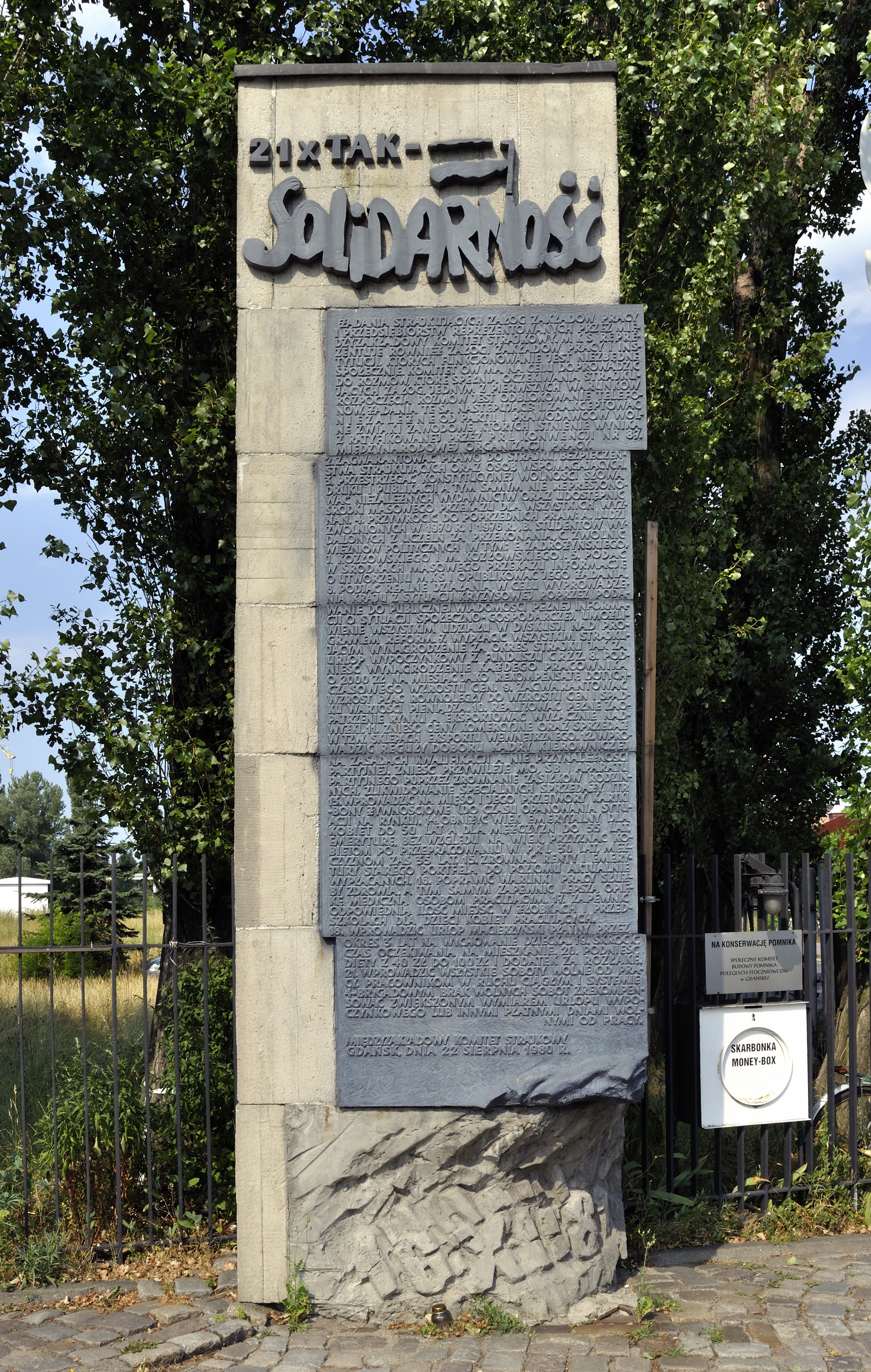